# Río Toro
Le río Toro, appelé río Rosario dans son cours supérieur, est un cours d'eau du nord-ouest de l'Argentine qui coule en province de Salta. C'est avec le río Arenales un des deux principaux affluents du río Árias dans lequel il se jette en rive droite. C'est donc un sous-affluent du rio Paraná par le río Árias puis par le río Juramento ou Salado del Norte.

## Géographie
Le río Toro naît sous le nom de río Rosario a plus de 4 000 mètres d'altitude sur le versant occidental de la Sierra de Chañi, plus précisément sur le versant sud-est du Nevado de Acay. Son cours se fait globalement depuis le nord vers le sud ou du nord-ouest vers le sud-est. Il se termine dans la vallée de Lerma à quelque 40 kilomètres au sud de la grande ville de Salta. Avant son débouché dans cette large vallée, il traverse des gorges étroites appelées Quebrada del Toro. Il se jette dans le secteur inférieur du río Árias, en rive droite, peu après avoir baigné la localité de Rosario de Lerma. Cette partie du cours du río Árias se trouve juste en amont (au nord) du secteur de la vallée de Lerma actuellement submergée par la retenue d'eau de Cabra Corral.
La superficie de son bassin versant est de 4 650 km2. Celui-ci correspond ainsi à près des deux tiers du bassin versant du río Árias.

## Affluents
Le río Toro reçoit les eaux de plusieurs affluents, dont les principaux sont :
- le río Tastil (rive droite)
- le río Capillas (rive droite)
- le río Blanco (rive droite)
- le río Corralito (rive droite)

Il reçoit en outre divers petits affluents, entre autres les ríos Pascha, De los Arcos et Manzano.

## Villes traversées
- Santa Rosa de Tastil
- Campo Quijano
- Rosario de Lerma

## Régime
Le río Toro est de régime permanent, avec un débit maximal pendant les mois d'été.

## Les débits mensuels à Campo Quijano
Les débits de la rivière ont été observés sur une période de 4 ans (1949-1952) à la station hydrométrique de Campo Quijano, localité située à quelque 35 km de son débouché dans le río Árias un peu en amont du lac de Cabra Corral, et ce pour une superficie prise en compte de 4 400 km2, soit plus de 90 % de la totalité de son bassin versant.
À Campo Quijano, le débit annuel moyen ou module observé sur cette période était de 6,66 m3/s. L'important débit du Corralito, son plus abondant affluent, n'est pas compris dans les chiffres qui suivent.
La lame d'eau écoulée dans le bassin atteint le chiffre de 47,8 millimètres par an.

## Tourisme
Le río Toro est longé sur presque tout son parcours - et notamment dans la Quebrada del Toro - par le Tren a las Nubes ou Train des nuages qui fait partie du chemin de fer General Manuel Belgrano et qui enjambe cañons et ravins entre Salta et la petite ville de San Antonio de los Cobres. Ce train, dont l'exploitation avait été stoppée en 2005, fonctionne de nouveau depuis le 1er avril 2009.